# Siegenburg
Siegenburg è un comune tedesco di 3 291 abitanti, situato nel land della Baviera.